# Nyctophile nébuleux
Espèce
Statut de conservation UICN

 CR B1ab(i,ii,iii,v)+2ab(i,ii,iii,v); C2a(ii) : 
En danger critique
Nyctophilus nebulosus, le Nyctophile nébuleux, est une espèce de chauve-souris de la famille des Vespertilionidae.

## Distribution
Cette espèce est endémique de Nouvelle-Calédonie. Elle se rencontre sur mont Koghi près de Nouméa.

## Description
Le mâle holotype pèse 9,4 g et les femelles paratypes 10 et 12 g.

## Systématique et taxinomie
Cette espèce a été décrite par le spécialiste des nyctophiles d'Australasie Harold Edwin Parnaby en 2002 sur la base de trois exemplaires prélevés par le mammalogiste australien Tim Flannery en 1990 et 1991.

## Menaces et protection
Depuis 2008, Nyctophilus nebulosus est classé en tant que espèce en danger critique par l'UICN car son habitat se situe sur un seul site dont la superficie est inférieure à 100 km2 dans un paysage très fragmenté qui est soumis aux menaces de l'empiètement urbain et des feux sauvages provenant des établissements humains.  

## Publication originale
- Parnaby, 2002 : « A new species of long-eared bat (Nyctophilus: Vespertilionidae) from New Caledonia. » Australian Mammalogy, vol. 23, no 2, p. 115-124.